# ヘンリー・ブロメル
アルフレッド・ヘンリー・ブロメル（Alfred Henry Bromell, 1947年9月19日 - 2013年3月18日）は、アメリカ合衆国の作家、脚本家、監督である。

## キャリア
1994年にNBCの警察ドラマシリーズ『ホミサイド/殺人捜査課』に参加する。番組の第3シーズンでは脚本家兼共同エグゼクティブプロデューサーを務めた。同シーズンでは計7話分の脚本を執筆した。第4シーズンではエグゼクティブプロデューサーに昇格し、計17話分の脚本を執筆した。第5シーズンからは番組への関与を小さくし、コンサルティングプロデューサーとなった。彼は計2話分の脚本を執筆し、シーズン終了後に番組を去った。3シーズンにわたって合計26話分の脚本を執筆した。
彼は他に『シカゴ・ホープ』、『たどりつけばアラスカ』、『ホミサイド/殺人捜査課』、『ブラザーフッド』、『カーニバル』、『RUBICON 陰謀のクロスワード』などでエグゼクティブプロデューサーや脚本家を務めた。2011年からはショウタイムの『HOMELAND』にコンサルティングプロデューサーとして参加し、後にエグゼクティブプロデューサーとなった。また合計4話分の脚本を執筆した。『HOMELAND』によりプライムタイム・エミー賞ドラマシリーズ賞とゴールデングローブ賞ドラマシリーズ賞を獲得した。彼は1993年のテレビシリーズ『I'll Fly Away』でもエミー賞の同部門にノミネートされた。
彼は他に映画『パニック/脳壊』とF・スコット・フィッツジェラルドの伝記映画『Last Call』の監督・脚本も務めた。

## 私生活
ブロメルはイーグルブルック学校（1963年）とアトランティック・カレッジ（1964-1966年）に通った。1970年にアマースト大学を卒業した。彼は処女小説『The Slightest Distance』でホートン・ミフリン文学賞を獲得した。彼の短編集『I Know Your Heart, Marco Polo』はクノッフより出版された。
ブロメルの最初の妻は、脚本家・監督のキャロライン・トンプソンである。2人目は脚本家のトリッシュ・ソーディクであるが、2009年1月に癌で亡くなった。
2013年3月18日、UCLAサンタモニカ病院にて大動脈の損傷により亡くなった。65歳であった。

## 主なビブリオグラフィ
- The Slightest Distance (1974) Houghton Mifflin, ISBN 978-0-395-19408-9
- I Know Your Heart, Marco Polo: Stories (1979) Knopf, ISBN 978-0-394-50116-1
- Follower: A Novel (1983) Simon & Schuster, ISBN 978-0-671-43271-3
- Little America (2002) Vintage, ISBN 978-0-375-71891-5